# Nour el Houda
Alexandra Nicholas Badran, dite Nour el Houda (en arabe : نور الهدى), née le 24 décembre 1924 en Turquie et morte le 9 juillet 1998 en Liban, est une chanteuse libanaise est une actrice.  
Elle a enregistré plus de cent chansons et joué dans plus de trente films.

## Biographie
Nour el Houda entre dans la carrière en 1943, en Égypte, grâce à Youssef Wahbi, acteur et metteur en scène égyptien très influent qui, impressionné par la voix de la jeune artiste, lui propose de jouer à ses côtés dans Gawhara (1943)[source insuffisante]. 
Par la suite, elle partage l'affiche avec les plus grands chanteurs de son temps. Elle est la partenaire Mohammed Abdel Wahab dans le dernier long métrage de ce célèbre chanteur égyptien, Lastou malaken (Je ne suis pas un ange), réalisé en 1946. Elle joue avec Farid El Atrache, par exemple dans Amar el-zaman, ou dans Ne le dites à personne (1951), grand classique de la comédie musicale égyptienne et seul film de Nour el Houda disponible en DVD[source insuffisante]. 
Elle a repris notamment des chansons de Mohammed Abdel Wahab (par exemple, Ya Jarat al wadi).
Elle a interprété quelquefois des chants religieux.
Elle a reçu récompenses et distinctions du gouvernement libanais, du gouvernement syrien, de l’Église russe orthodoxe et de l’Église orthodoxe orientale.

## Filmographie
- 1942 : Gawhara : de Youssef Wahbi
- 1943 : Al-sharaf ghali : de Ahmed Badrakhan
- 1944 : Berlanti : de Youssef Wahbi
- 1945 : Amirat al ahlam : de Ahmad Galal
- 1945 : Al-anissa Busa : de Neyazi Mustafa
- 1946 : Majd wa demoue : de Ahmed Badrakhan
- 1947 : Lastu malakan : de Mohammed Karim